# 国体
国体是指國家的形式，不同於政體。國家的型態，依君主有無，可分為君主國，或共和國。

## 定義
參照让·博丹學說，國體由主權歸屬而異，主權於君主一人為君主國，主權於多數人為共和國。

## 歷史
國體，作為法政概念，經近代德國移植至明治日本，再自明治日本移植至近代中國。

### 明治日本
語源學上，「國體」一詞可以散見在中國古籍。日本加以繼受「國體」一詞，註為「クニカタ」。在日本的中古時期，出雲国造神賀詞中，首見「國體」一詞。 江戶時代，國學學者發展一套建立日本文化自信的思想，即神國思想，掀起了與儒學家間的和漢國體爭論。 國體爭論中，會澤正志齋在1825年的《新論》中將「國體」一詞闡述為日本「祭政一致」的國家形式。
明治維新之際，日本法學界將德語的「國家型態」(Staatsform)，根據日本是天皇與神道教結合的「祭政一致」國體，結合日本自身的精神賦予新義，譯為國體。 其後，日本法學界更進一步區分「國體」與「政體」。加藤弘之在1874年的《國體新論》，區分了「國體」與「政體」，前者是國家的本質，後者是政府的形式。 對日本法學影響甚鉅的穂積八束擴充了此種國體政體二元論。穗積認為，國體依主權歸屬，分成君主與共和；而政體依統治權行使方式，分專制與立憲。政體應時勢常變，而國體亙久不動。 負責修訂明治憲法的伊藤博文等人深受此「國體憲法學」影響，故在帝國憲法中使用此元素，希冀透過此部仿效德國的憲法維護日本國體。 憲法通過之後，圍繞日本國體的爭論未因此停歇。美濃部達吉等法學家仍就國體等問題批判帝國憲法。

### 國體在中國與清末民初的國體爭論
清末，隨著清廷企圖仿效日本建立現代君主立憲，「國體」概念也進入中國。
清末民初有數次國體爭論，包含預備立憲的國體爭論(1906-1911)、共和建立的國體爭論(1912-1914)、洪憲帝制的國體爭論(1915-1916)、張勳復辟的國體爭論(1917)與滿州國「日滿一體」的國體爭論(1932-1945)。 伴隨一次又一次的國體爭論，「國體」概念在中國持續發展。在預備立憲時的國體爭論中，清廷試圖移植日本的君主立憲制度，但作為多民族國家的中國不像日本具有單一民族的特性，難以移植日本萬世一系概念來強化清廷的統治正當性。而此同時進入中國的「國體」概念，在此脈絡中剝去了日本國體論中「祭政一致」的神聖氛圍，但與政體的區分仍不明顯。 共和肇建的國體爭論中，對於如何建立共和，時人展開爭論，如章士釗的《共和平議》。
對「國體」概念發展影響最鉅的是1915年的國體之爭。1915年，袁世凱企圖稱帝。袁的美籍憲法顧問古德诺(F.J.Goodnow)發表《共和與君主論》，建議中國改用君主制；而籌安會的楊度則發表《君宪救国论》附和。為反擊古德諾及楊度等人的主張，以梁啟超的《異哉所謂國體問題者》為開端，梁啟超等人展開國體之爭，反對袁的君主制。梁啟超的《異哉所謂國體問題者》中，國體是「天下重器也，可靜而不可動也」，呼籲「只問政體，不問國體」，區分了國體政體，更將國體區分為君主與共和。 梁等國體論者在引入日本的國體概念的同時，仍舊保留國體較政體重要而不可輕變的特性。
民國初年的國體問題圍繞著中國的憲政體制展開，直到1928年後國民黨在中國實行「一黨專政」。 在其革命史論述中，國民黨不斷地試圖將三民主義加入「國體」之中，如1936年的《五五憲草》及1947年的《中華民國憲法》皆強調中華民國是三民主義共和國，顯示國民黨試圖在國體上對國家本質做出解釋。

### 中华人民共和国的國體
毛澤東在《新民主主義論》中提到國體是「社会各阶级在国家中的地位」，將政體定義為「政权构成的形式问题」。
- 依據馬克思主義的觀點，[來源請求]国体是指统治阶级为实现本阶级的统治而组织国家的政权组织和结构形式。反映的是一个国家的本质，体现了国家的阶级性质，即社会各阶级在国际的政治经济中的关系和地位。例如中华人民共和国的国体是“工人阶级领导的、以工农联盟为基础的人民民主专政的社会主义国家。”[11]

## 分類
| - 君主國 - 君主立憲 - 君主專制 - 共和國 | - 單一國 - 複合國 - 聯邦 - 邦聯 - 政合国 - 共主邦聯 |